# Mathieu-Antoine Roux
Pour les articles homonymes, voir Roux.
Pour les autres membres de la famille, voir Famille Roux (peintres de marine).
Mathieu-Antoine Roux est un hydrographe, aquarelliste et peintre de marine français, né le 22 mai 1799 à Marseille où il est mort le 26 janvier 1872.

## Biographie
D'une dynastie marseillaise de peintres de marines et hydrographes, Mathieu-Antoine Roux est le fils d'Ange-Joseph Antoine Roux (1765-1835) et de Rose Élisabeth Gabrielle Catelin. Il épouse Rose Élisabeth Gabrielle Eyriaud, fille d'un capitaine de navire.
Il se forme auprès de son père et reprend lui aussi la boutique d’hydrographe. Comme son père, il va peindre des portraits de bateaux très prisés par les armateurs et les marins, ainsi que des ex-voto que l’on peut admirer à Notre-Dame-de-la-Garde à Marseille.

## Œuvre

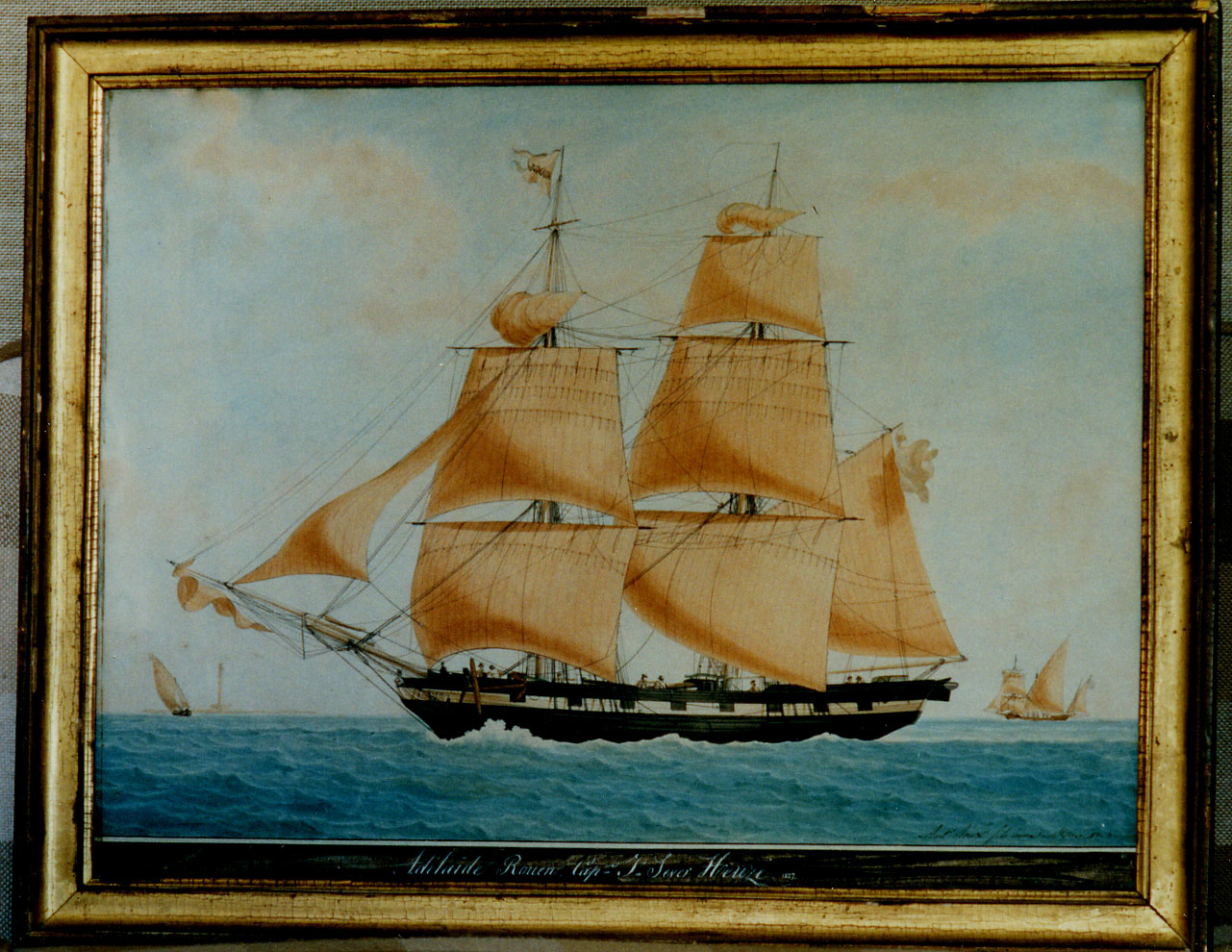
Adelaïde (1827), capitaine Jean Sever Heuzé
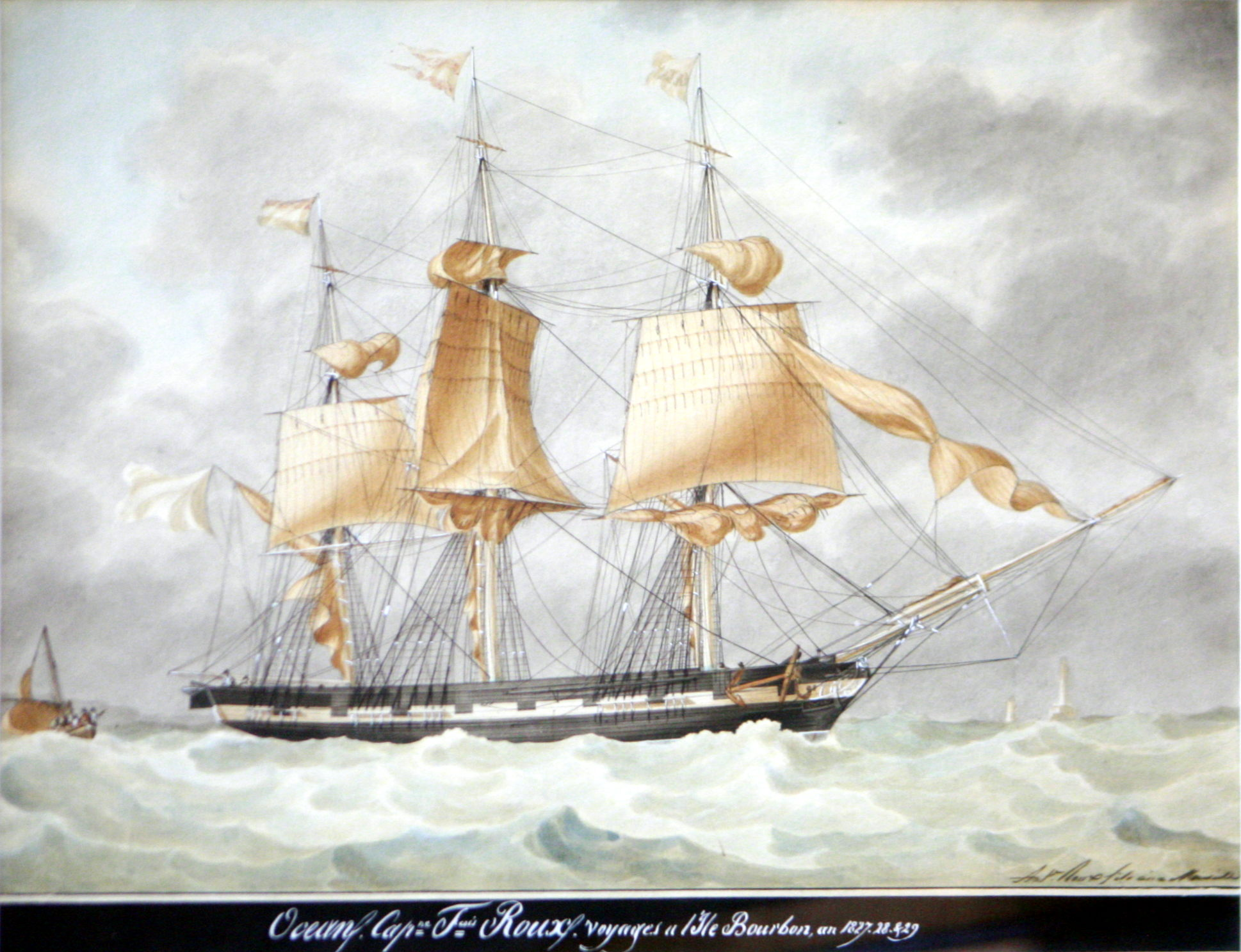
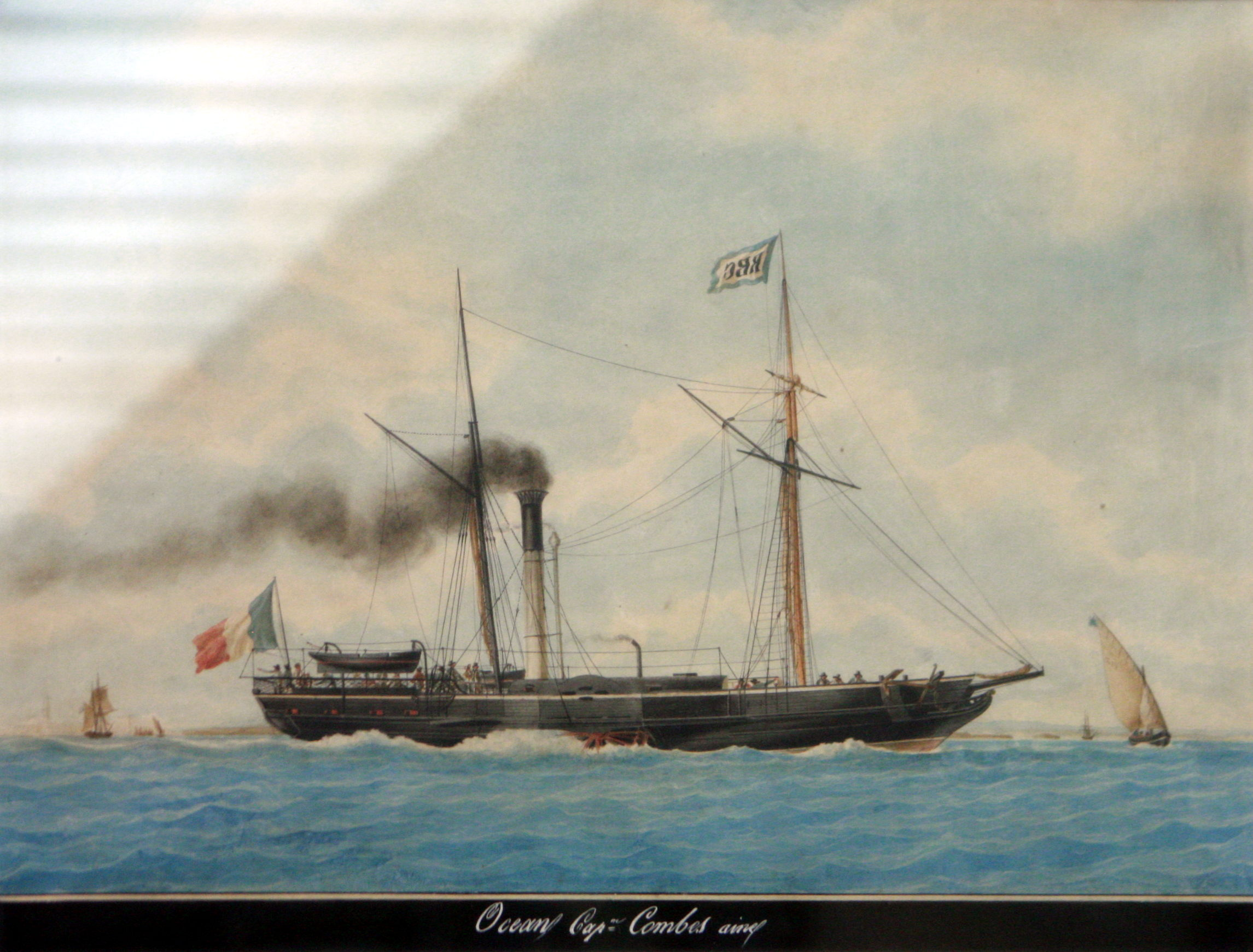
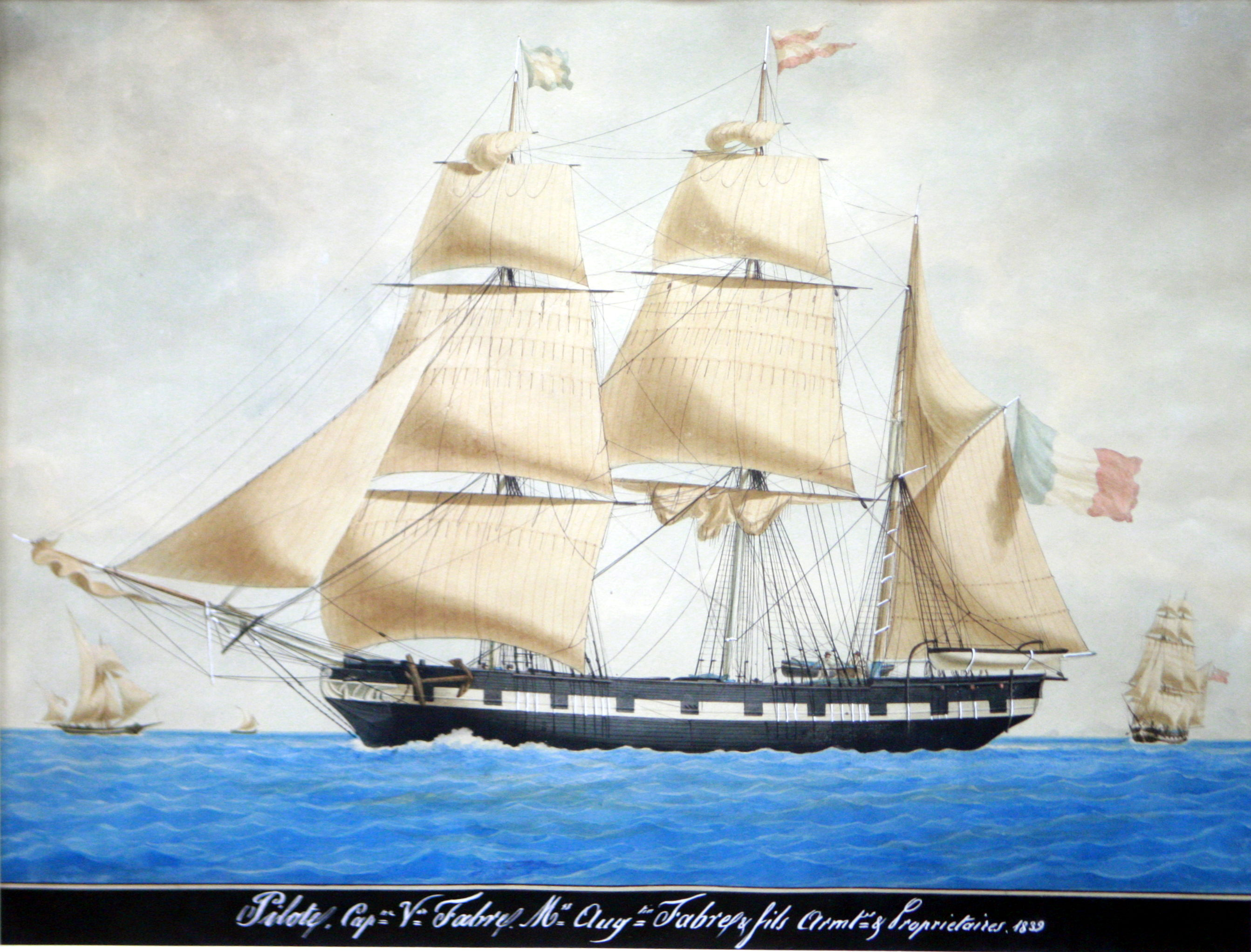
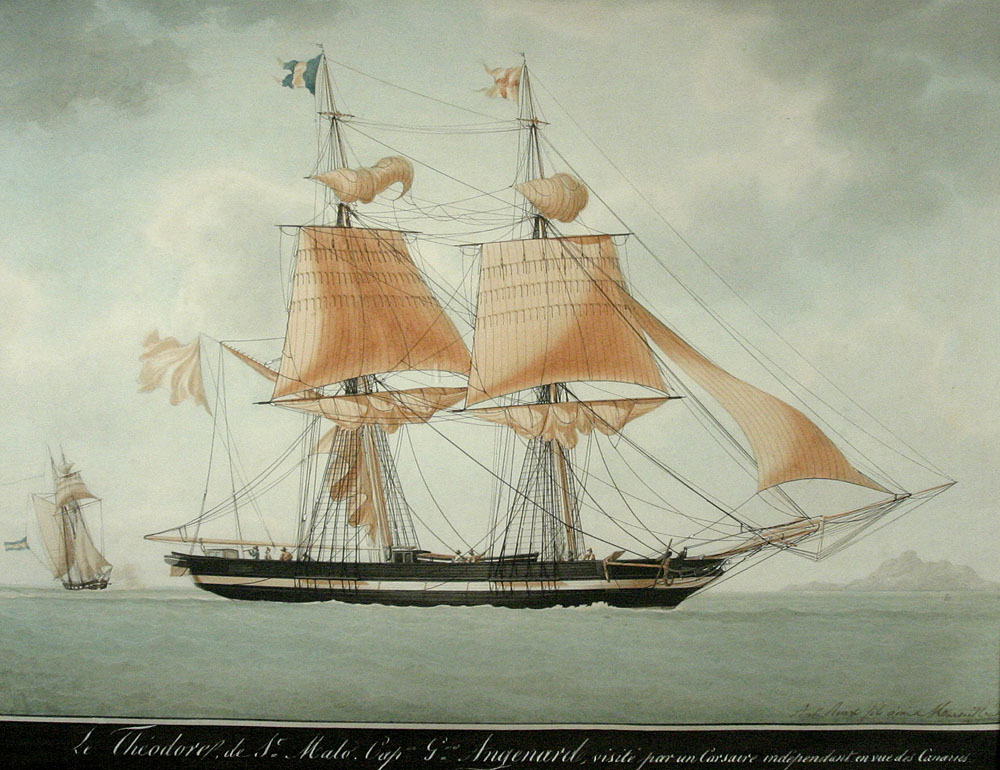

### Sources
- Foster Smith, Philip Chaldwick, The artful Roux, Marine Painters of Marseille, Salem, Massachusetts, 1978, Peabody Museum of Salem
- Louis Brès, Une dynastie de Peintres de Marine, Antoine Roux et ses fils, Marseille, Librairie Marseillaise, 1883
- Bernard Cousin, Les Roux, Peintres d'ex-voto marins, Centre méridional de l'Université de Provence (Aix-en-Provence)
- Département du Patrimoine Culturel de la CCI de Marseille-Provence : L 09 « Fonds Roux », 1728-1843 : archives de négociants, affaires maritimes et commerciales (L 09-06)
- Philippe de Ladebat, Les ex-voto marins peints : les Roux de Marseille, Arts et Histoire, Librairie IDF, 2007
- Pierre Guiral, Les Marseillais dans l'histoire, 1988